# Ménil-Jean
Ménil-Jean ist eine Commune déléguée in der französischen Gemeinde Putanges-le-Lac mit 114 Einwohnern (Stand: 1. Januar 2022) im Département Orne in der Region Normandie.

## Geografie
Der Ort Ménil-Jean liegt 16 Kilometer südwestlich der Stadt Argentan am linken Ufer des Flusses Orne und einige Kilometer flussabwärts von Écouché. An der Grenze zur Nachbargemeinde Giel-Courteilles befindet sich mit der Pont de la Villette eine Brücke über den Fluss. Die durch den Dorfkern führende Straße D781 stellt nahe dem Nachbarort La Fresnaye-au-Sauvage die Verbindung zur Hauptverkehrsachse zwischen Putanges-Pont-Écrepin und La Ferté-Macé her. Das frühere Gemeindegebiet umfasste eine Fläche von 7,04 km² und wird neben der Orne vom Bach le Gue Blandin durchflossen.
Im Verlauf der Französischen Revolution wurde die Gemeinde 1790 zuerst dem Kanton von Écouché zugeordnet. Bedingt durch die Lage zwischen den Orten Écouché und Putanges wurde die Frage nach der Zugehörigkeit neu gestellt und 1881 von der Bevölkerung die Zuordnung zum Kanton von Putanges gefordert, die am 22. Dezember 1888 gegen den Widerstand der Verwaltung erreicht wurde.

## Geschichte und Kultur
Im 15. Jahrhundert wurde das heutige Ménil-Jean von zwei verschiedenen Lehensherren regiert. Während das erste Lehen das Dorf umfasste, bestand das zweite rund um einen feudalen Herrschaftssitz, an dessen Stelle später ein Schloss entstand. Dieses besaß eine Kapelle, die allerdings zerstört wurde. Laut einer Legende hatte es im Mittelalter eine Festung bei Ménil-Jean gegeben, was aber nicht wissenschaftlich bewiesen ist.
Die alte Kirche des Ortes entstand im 12. Jahrhundert und wurde im 15. und 16. Jahrhundert stark verändert. Sie liegt rund einen halben Kilometer südlich der Pont de la Villette in einem Waldgebiet oberhalb des Orne-Ufers. Indem um das Jahr 1851 der westliche Teil des ehemals 23 Meter langen Gebetshauses entfernt wurde, wurde dieses zur Kapelle degradiert und erhielt als solche den Namen Notre-Dame de Pitié. Als neue Maße ergaben sich eine Länge von acht Metern gegenüber einer Breite von 8,7 Metern. Die bauliche Form entspricht weiterhin in großen Teilen dem romanischen Stil. Das Gebäude besitzt einen Glockenturm und umfasste außen zudem einen Friedhof, auf dem jedoch keine Gräber mehr erhalten sind. Im Inneren existiert ein einziger Alter, der von einer Figur der Gottesmutter mit Kind sowie zwei weiteren Heiligen geziert. Ursprünglich standen dort auch Darstellungen zweier weiterer Heiliger, doch wurden alle drei Objekte 1979 gestohlen und einzig die der Gottesmutter wurde wiedergefunden.
Neben der damaligen Hauptkirche im Wald gab es im 17. Jahrhundert mit der heutigen Ortskirche ein zweites religiöses Gebäude in der Gemeinde. Ihr Alter ist ungeklärt, auch wenn sie 1693 vom damaligen Pfarrer als „nahezu genauso alt“ wie die Kirche im Wald beschrieben wurde. Dank ihrer Lage im Ortskern trug dieser damals in Anlehnung daran den Namen la Chapelle (die Kapelle). Sie selbst führte den Namen Saint-Eutrope und wurde 1856 von der heutigen Dorfkirche Saint Jean-Baptiste abgelöst, wobei nichts von dem alten Gebäude erhalten blieb. Einzig eine Statue des Namensgebers der alten Kapelle blieb in dem aus Granitstein errichteten Neubau erhalten. Der Heilige blieb darüber hinaus bis 1939 der Patron des Dorffestes.
Im Verlauf des Zweiten Weltkriegs wurde die Gemeinde zum Schauplatz, als deutsche Soldaten während der Befreiung Frankreichs durch die Alliierten im Sommer 1944 in Ménil-Jean einen Schlachthof einrichteten, um den Nachschub der eigenen Truppen sicherzustellen. Zwei Zivilisten wurden von einem deutschen Panzer getötet. In der Nacht zum 18. August 1944 sprengten die Deutschen die Brücke Pont de la Villette die später wieder neu aufgebaut wurde; daneben wurden einige Häuser durch Brandbomben zerstört.
Mit Wirkung vom 1. Januar 2016 wurden die bisherigen Gemeinden Chênedouit, La Forêt-Auvray, La Fresnaye-au-Sauvage, Ménil-Jean, Putanges-Pont-Écrepin, Rabodanges, Les Rotours, Saint-Aubert-sur-Orne und Sainte-Croix-sur-Orne zu einer Commune nouvelle mit dem Namen Putanges-le-Lac zusammengeschlossen und haben in der neuen Gemeinde den Status einer Commune déléguée. Der Verwaltungssitz befindet sich im Ort Putanges-Pont-Écrepin. Die Gemeinde gehörte zum Arrondissement Argentan und zum Kanton Athis-de-l’Orne.

## Bevölkerungsentwicklung
| Jahr      | 1962 | 1968 | 1975 | 1982 | 1990 | 1999 | 2010 |
| Einwohner | 140  | 116  | 100  | 87   | 79   | 82   | 128  |

Im Jahr 1793 zählte die Gemeinde 300 Einwohner und behielt dieses Niveau einen Großteil des 19. Jahrhunderts über bei, bis es zum Ende des Jahrhunderts zu einem Einbruch kam. 1901 wurden noch 188 Bewohner erfasst und die Zahl verringerte sich weiter bis auf den Tiefstand von 79 Bürgern im Jahr 1990, dem ein deutliches Anwachsen der Bevölkerungszahl um die Jahrtausendwende herum folgte.